# Еврокубок Формулы-3
Еврокубок Формулы-3 — это, ныне не существующее, соревнование для машин класса Формула-3, проводимое на различных трассах Европы в 1975, 1985-90 и в 1999—2002 годах. В сезоне-2003 соревнование заменила Евросерия Формулы-3.
11 соревнований, прошедших в рамках еврокубка, принимали 7 трасс. Единственный трек, принимавший более одного розыгрыша еврокубка — это городская трасса во французском По. Франция также принимала больше всех соревнований — шесть.

## Победители еврокубка прошлых лет
| Год                                         | Трасса                       | Пилот-победитель    | Команда-победитель    | Техника                           |
| ------------------------------------------- | ---------------------------- | ------------------- | --------------------- | --------------------------------- |
| 1975                                        | 5 трасс                      | Ларри Перкинс       | Team Cowangie         | Ralt RT1/Ford                     |
| В 1976-84 годах соревнования не проводились |                              |                     |                       |                                   |
| 1985                                        | Circuit Paul Ricard          | Алекс Каффи         | Gulf-Coloni           | Dallara F385/Alfa Romeo Novamotor |
| 1986                                        | Автодром Энцо и Дино Феррари | Стефано Модена      | Euroteam              | Reynard 863/Alfa Romeo Novamotor  |
| 1987                                        | Silverstone Circuit          | Стив Кемптон        | Reynard R&D           | Reynard 873/Alfa Romeo Novamotor  |
| 1988                                        | Нюрбургринг                  | Йоахим Винкельхок   | WTS-Liqui Moly        | Reynard 883/Volkswagen Spiess     |
| 1989                                        | Misano World Circuit         | Джанни Морбиделли   | Forti Corse           | Dallara F389/Alfa Romeo Novamotor |
| 1990                                        | Bugatti Circuit              | Алессандро Дзанарди | RC Motorsport         | Dallara F390/Alfa Romeo Novamotor |
| В 1991-98 годах соревнования не проводились |                              |                     |                       |                                   |
| 1999                                        | Уличное кольцо в По          | Бенуа Трелуйе       | Signature Compétition | Dallara F399/Renault Sodemo       |
| 2000                                        | Уличное кольцо в По          | Жонатан Коше        | Signature-Elf         | Dallara F300/Renault Sodemo       |
| 2001                                        | Уличное кольцо в По          | Энтони Дэвидсон     | Carlin Motorsport     | Dallara F301/Honda Mugen          |
| 2002                                        | Уличное кольцо в По          | Рено Дерло          | ARTA-Signature-Elf    | Dallara F302/Renault Sodemo       |